# أندرو إس. وايلدر
أندرو إس. وايلدر (بالإنجليزية: Andrew S. Wilder)‏ هو كاتب سيناريو أمريكي، ولد في 19 أغسطس 1974.

## وصلات خارجية
- أندرو إس. وايلدر على موقع IMDb (الإنجليزية)
- أندرو إس. وايلدر على موقع كينوبويسك (الروسية)